# Empuñadura (motocicleta)

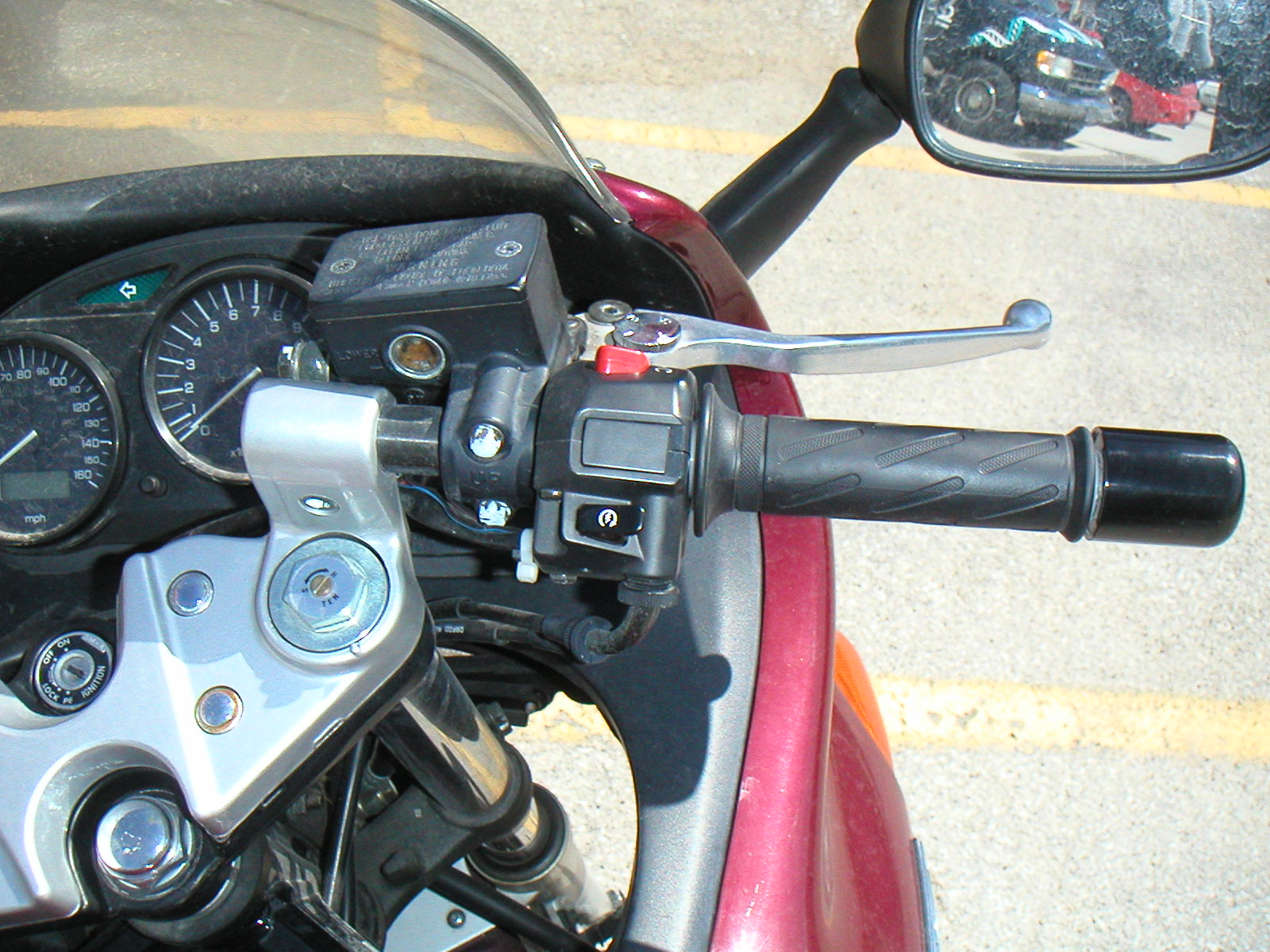
Empuñadura de una motocicleta

En motociclismo, una empuñadura es un mango que puede ser agarrado y girado simultáneamente para regular un control. Normalmente es el mango derecho del manillar de las motocicletas, con el que se controla el acelerador, pero también puede encontrase con otros usos, como el accionamiento del cambio de marchas de las bicicletas, y en el mando de los helicópteros. KV

## Historia

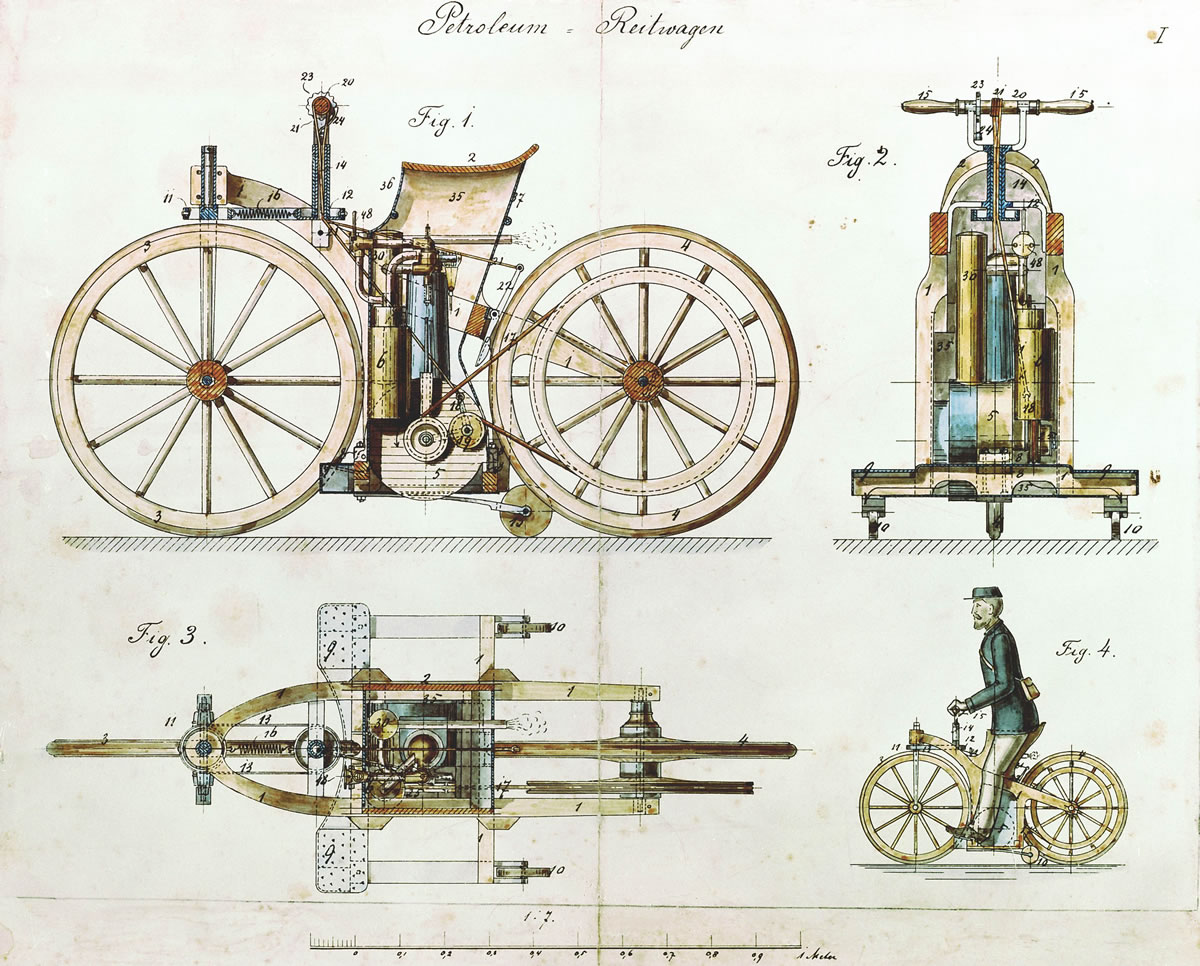
Dibujos de 1884 mostrando una empuñadura sobre el manillar de una Daimler Reitwagen, con una compleja conexión con el tensor de la correa de transmisión. El modelo finalmente construido montaba un manillar sencillo y utilizaba un mecanismo de piñón y cremallera para controlar el tensado de la correa.

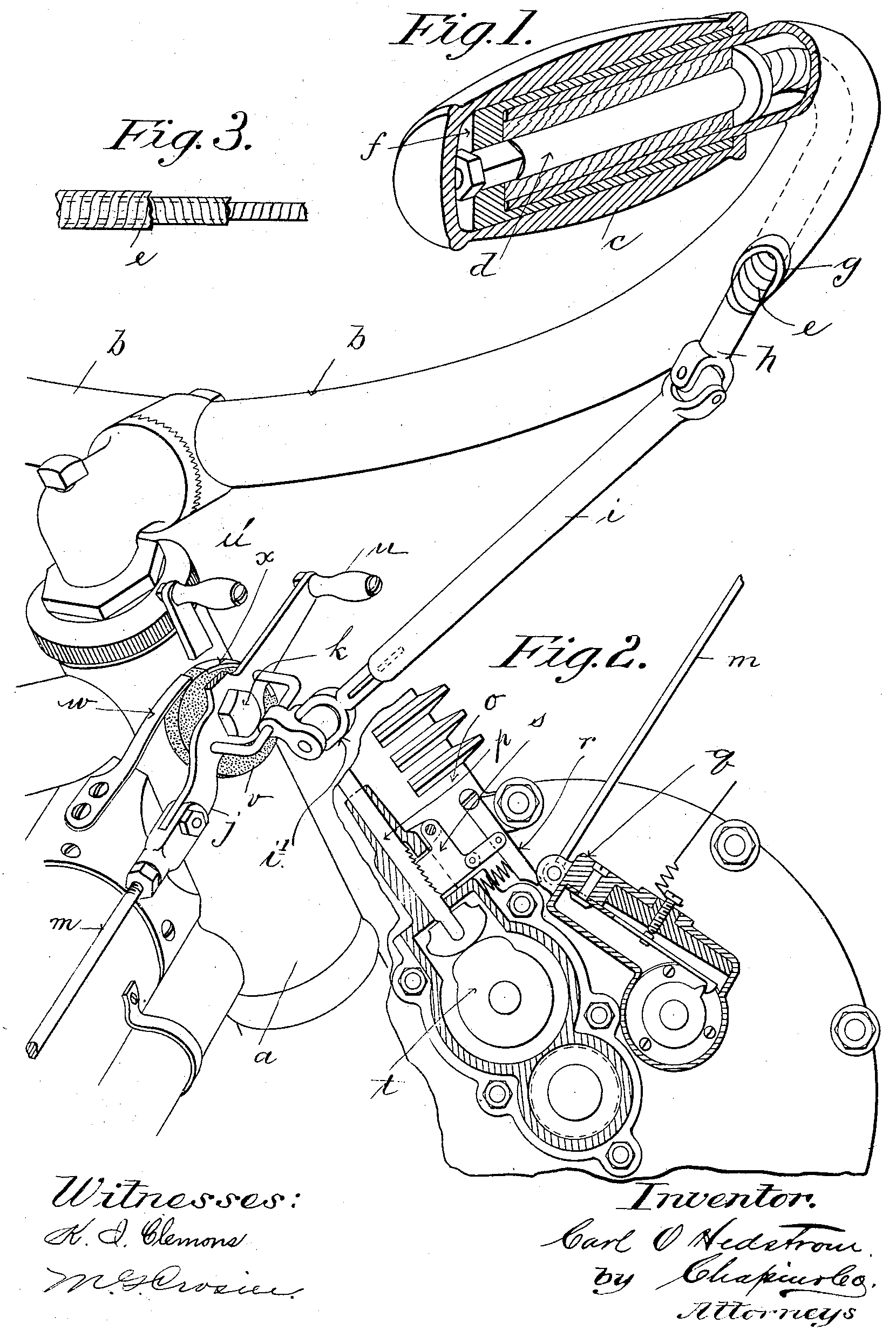
Dibujo de la Patente US 765138 presentada por el fabricante de motos estadounidense Indian.

La empuñadura giratoria de control de un acelerador apareció por primera vez en el velocípedo de vapor Roper de 1867-69. Más que un mango que rotaba alrededor del manillar, en la empuñadura construida por Sylvester H. Roper giraba el manillar entero, de forma que cuando rotaba hacia adelante abría el acelerador, y cuando lo hacía hacia atrás aplicaba el freno de zapata. Glynn Kerr, columnista de la revista Motorcycle Consumer News afirma que el inicio de esta tecnología es un punto a favor de la prioridad de Roper como inventor de la primera motocicleta, en respuesta a Kevin Cameron, editor de la revista Cycle World, que opina que la Daimler Reitwagen de 1885 merece más ser considerada la primera motocicleta, por introducir la tecnología que finalmente se impondría: el motor de combustión interna frente al de vapor. Los planos de diseño del Reitwagen describen un control de velocidad con una empuñadura, que al ser girada en un sentido tensaba la correa de transmisión (que a su vez accionaba la rueda trasera como un sencillo mecanismo de embrague), y que también permitía aplicar el freno. Sin embargo, el modelo finalmente construido, no incluyó empuñaduras de giro, correa tensora, o frenos.
Glenn Curtiss, quien probablemente desconocía los usos previos de la empuñadura de giro, la utilizó desde 1904 en las motocicletas con las que batió el récord del mundo de velocidad, por lo que en ocasiones es considerado como el inventor del dispositivo. El fabricante de motocicletas Indian menciona en sus anuncios, también de 1904, el haber inventado la empuñadura con giro. Si bien Curtiss, Gottlieb Daimler o Roper pueden ser considerados los verdaderos inventores de la empuñadura de control por distintos motivos, sí se sabe con certeza que la motocicleta Indian de 1904 fue el primer modelo de serie en utilizarla.
Las empuñaduras del acelerador disponen de un muelle espiral interior, de forma que regresan automáticamente a su posición de giro cero cuando deja de hacerse fuerza con las muñecas, lo que corta la alimentación del motor. Antiguamente, algunas empuñaduras de acelerador de motocicleta disponían de un tornillo que podía ser ajustado para mantener un determinado punto de aceleración cuando se soltaba la empuñadura (por ejemplo, cuando el conductor debía señalizar con su brazo un giro a la derecha), pero una norma promulgada desde Bruselas prohibió esta disposición por motivos de seguridad.

## Imágenes
|  |  |  |